# Nitrofuran

Nitrofural (nitrofurazone)

Nifuratel

Nitrofurans là một nhóm thuốc thường được sử dụng làm thuốc kháng sinh hoặc thuốc kháng vi sinh vật. Thành phần cấu trúc xác định là một vòng furan với nhóm nitro.
Thành viên của nhóm thuốc này bao gồm:
- Kháng sinh (kháng sinh)
  - Difurazone (còn được gọi là Nitrovin) - một chất kích thích tăng trưởng kháng khuẩn được sử dụng trong thức ăn chăn nuôi
  - Furazolidone
  - Nifurfoline
  - Nifuroxazide
  - Nifurquinazol
  - Nifurtoinol
  - Nifurzide
  - Nitrofural (còn được gọi là nitrofurazone)
  - Nitrofurantoin - một loại thuốc dùng để điều trị nhiễm trùng đường tiết niệu [3]
  - Ranbezolid - về mặt kỹ thuật là một loại kháng sinh oxazolidinone mang nhóm nitrofuran
- Thuốc kháng vi sinh vật
  - Furaltadone - một chất chống độc
  - Furazidine - một chất kháng khuẩn và chống độc
  - Furylfuramide - một chất bảo quản thực phẩm trước đây được sử dụng
  - Nifuratel - một chất chống độc và kháng nấm
  - Nifurtimox - một chất chống độc
- FANFT, một người khởi xướng khối u dẫn xuất nitrofuran mạnh. Nó gây ra khối u bàng quang ở tất cả các động vật được nghiên cứu và gây đột biến cho nhiều vi khuẩn.